# Parahelops darwini
Parahelops darwini is een keversoort uit de familie Perimylopidae. De wetenschappelijke naam van de soort werd in 1876 gepubliceerd door Charles Owen Waterhouse.